# Большой Гашун (посёлок)
Большо́й Гашу́н — посёлок в Зимовниковском районе Ростовской области. Входит в состав Гашунского сельского поселения.

## География
Посёлок расположен в Сальской степи на левом берегу реки Большой Гашун, по которой и получил своё название. Южнее посёлка расположена небольшая балка Солянка, одна из многих вдоль русла реки, ещё южнее — хутор Бурульский. К северу от населённого пункта, также на левом берегу, находится заброшенное поселение под названием Хутун. Северо-западнее расположен посёлок Байков, административный центр Гашунского сельского поселения, с которым Большой Гашун связан просёлочной дорогой.
На хуторе имеется одна улица — Лиманная.

## История
В 1987 году указом Президиума Верховного совета РСФСР посёлку пятого участка совхоза «Гашунский» присвоено наименование Большой Гашун.

## Население
| 2010 |
| ---- |
| 98   |

По данным переписи 2010 года, национальный состав населения посёлка был следующим:
- аварцы — 40 чел.;
- русские — 22 чел.;
- молдаване — 13 чел.;
- карачаевцы — 10 чел.;
- украинцы — 5 чел.;
- цыгане — 5 чел.

По данным переписи 2002 года, в посёлке проживало 69 человек (38 мужчин и 31 женщина), 48 % населения составляли русские.

## Инфраструктура
- Административное здание (контора)
- Дом культуры
- Столовая
- Средняя школа
- Сквер с мемориалом памяти воинам-землякам, павшим в Великой Отечественной войне, и православной божницей в виде арки